# Otto van Veen
Otto van Veen, també conegut com a Otto Venius o Octavius Vaenis (Leiden, c. 1556 – Brussel·les, 6 de maig de 1629) va ser un pintor, dibuixant i humanista actiu a Anvers i Brussel·les a la fi del segle xvi i a començament del segle xvii.
Nascut el 1556 a Leiden on el seu pare era el burgmestre de la ciutat, la inestabilitat social que provocava la guerra dels Vuitanta Anys va fer que ell i la seva família canviés de residència vàries vegades, assentant-se finalment a Lieja. En aquesta ciutat el seu fill Otto, de dotze anys, va rebre l’educació del poeta – pintor Dominicus Lampsonious, el qual l'encoratjà a estudiar les pintures dels mestres italians però sense caure en emular-los plenament.
El 1575 va viatjar a Itàlia amb una carta de presentació del príncep-bisbe de Lieja dirigida al cardenal Cristoforo Madruzzo de Roma, la qual cosa li permeté la seva entrada al cercles humanístics més exclusius de la ciutat. A Roma s’hi estigué cinc anys, adoptà el sobrenom de ‘’Vaenius’’, i es convertí en un virtuós de les arts i les lletres, parlant de forma fluida diverses llengües. De Romà anà a Praga, on treballà a la cort de Rodolf II del Sacre Imperi Romanogermànic, i després a Munich, per l'arxiduc Ernest de Baviera. El 1583 o 1584 tornà a Leiden.
A Brussel·les va ser pintor de la cort del governador dels Països Baixos espanyols, Alexandre I de Parma. Entre les seves obres destaquen el retaule El matrimoni místic de Santa Caterina, així com Autoretrat de l'artista amb la seva família.
El 1592 es va traslladar a Anvers, on dirigí un important taller del que van sortir diversos coneguts llibres d'emblemes, i per ser, des de 1594 o 1595 fins a 1598, el mestre de Peter Paul Rubens. El seu paper com a artista humanista i culte a la manera clàssica (un pictor doctus) va influir en el jove Rubens, que se serviria d'aquest exemple.